# Sabanilla (Chiapas)
Pour les articles homonymes, voir Sabanilla.
Sabanilla est une municipalité du Chiapas, au Mexique. Elle couvre une superficie de 171,4 km2 et compte 26 921 habitants en 2015.